# Euxoa apocrypha
Euxoa apocrypha är en fjärilsart som beskrevs av Corti 1932. Euxoa apocrypha ingår i släktet Euxoa och familjen nattflyn. Inga underarter finns listade i Catalogue of Life.